# Untersiffelhofen
Untersiffelhofen ist ein Gemeindeteil der oberbayerischen Gemeinde Antdorf im Landkreis Weilheim-Schongau. Der Weiler liegt etwa zwei Kilometer westnordwestlich vom Antdorfer Ortskern auf einer kleinen Anhöhe nahe der Kreisstraße WM 1. Südlich von Untersiffelhofen verläuft der Steinbach, nördlich der Lanzenbach.
Bis zum 31. Dezember 1977 gehörte Untersiffelhofen zur Gemeinde Frauenrain, die im Zuge der Gebietsreform in Bayern aufgelöst wurde.
| Jahr | Einwohner | Gebäude (ab 1885 nur Wohngebäude) |
| ---- | --------- | --------------------------------- |
| 1825 | 22        | 4                                 |
| 1861 | 25        | 9                                 |
| 1871 | 32        | 11                                |
| 1885 | 31        | 4                                 |
| 1900 | 32        | 4                                 |
| 1925 | 28        | 4                                 |
| 1950 | 41        | 3                                 |
| 1970 | 26        |                                   |
| 1987 | 37        | 5                                 |